# Minh Tân, thành phố Yên Bái
Minh Tân là một phường cũ thuộc thành phố Yên Bái cũ, tỉnh Yên Bái cũ, Việt Nam.

## Địa lý
Phường Minh Tân có vị trí địa lý:
- Phía đông giáp phường Đồng Tâm
- Phía tây và phía nam giáp phường Yên Ninh
- Phía bắc giáp xã Minh Bảo.

Phường Minh Tân có diện tích 2,31 km², dân số năm 2019 là 8.777 người, mật độ dân số đạt 3.298 người/km².

## Hành chính
Phường Minh Tân được chia thành 9 khu dân cư: Tân Thành I, Tân Thành II, Tân Dân I, Tân Dân II, Tân Nghĩa, Tân Hiếu I, Tân Hiếu II, Tân Trung I, Tân Trung II và 60 tổ nhân dân.

## Lịch sử
Sau năm 1975, Minh Tân là một phường thuộc thị xã Yên Bái.
Ngày 6 tháng 6 năm 1988, Hội đồng Bộ trưởng ban hành ban hành Quyết định số 101-HĐBT về việc phân vạch địa giới hành chính một số phường thuộc thành phố Yên Bái. Theo đó:
- Chia phường Minh Tân thành hai phường Minh Tân và Đồng Tâm.
- Phường Minh Tân (mới) có 34 tổ dân phố (từ tổ 1 đến tổ 34) và 6.065 nhân khẩu.

Ngày 11 tháng 1 năm 2002, Thủ tướng Chính phủ ra Nghị định số 05/2002/NĐ-CP về việc thành lập thành phố Yên Bái thuộc tỉnh Yên Bái. Phường Minh Tân trực thuộc thành phố Yên Bái.
Ngày 16 tháng 6 năm 2025, Ủy ban Thường vụ Quốc hội ban hành Nghị quyết số 1673/NQ-UBTVQH15 về việc sắp xếp các đơn vị hành chính cấp xã của tỉnh Lào Cai năm 2025. Theo đó, sắp xếp toàn bộ diện tích tự nhiên, quy mô dân số của phường Đồng Tâm, phường Yên Ninh, phường Minh Tân, phường Nguyễn Thái Học, phường Hồng Hà thành phường mới có tên gọi là phường Yên Bái.

## Đường phố
Phường Minh Tân có các tuyến đường: Điện Biên, Quang Trung, Yên Ninh, Kim Đồng, Đá Bia, Thành Trung, Hoàng Văn Thụ,...